# Oak Creek, Wisconsin
Oak Creek är en stad i Milwaukee County, Wisconsin, USA. Den ligger cirka 15 kilometer söder om centrala Milwaukee. Staden har ett Ikea-varuhus.